# 185
| [ Edytuj tabelę ] |                        |
| Cesarz Chin       | - 168 Han Lingdi 189   |
| Władca Korei      | - 179 Kogukch’ŏn 197   |
| Papież            | - 175 Eleuteriusz 189  |
| Król Partów       | - 147 Wologazes IV 191 |
| Cesarz Rzymu      | - 180 Kommodus 192     |

Rok 185 / CLXXXV
stulecia: I wiek ~
II wiek ~
III wiek

lata: 175 «
180 «
181 «
182 «
183 «
184 «
185
» 186
» 187
» 188
» 189
» 190
» 195

## Wydarzenia
- Początek panowania pierwszego fińskiego władcy. Według norweskich sag rządzili oni krainą zwaną Kvenland, położoną w Kainuu i w Laponii. Prawdopodobne jest jednak, że sprawowali władzę w dzisiejszych krajach nadbałtyckich oraz Finlandii.
- Chińczycy zaobserwowali supernową SN 185.

## Urodzili się
- Orygenes, chrześcijański filozof i teolog (data przybliżona; zm. 254).